# تپه قلاع هوشیار چله
تپه قلاع هوشیار چله مربوط به عصر آهن - دوره اشکانیان است و در شهرستان گیلانغرب، بخش مرکزی، دهستان چله، ۳۰۰ متری جنوب روستای هوشیار چله واقع شده و این اثر در تاریخ ۲۶ اسفند ۱۳۸۷ با شمارهٔ ثبت ۲۵۷۴۳ به‌عنوان یکی از آثار ملی ایران به ثبت رسیده است.